# Мамедли, Мушвиг Фазиль оглы
Мушвиг Фазиль оглы Мамедли (азерб. Müşfiq Məmmədli Fazil Oğlu; род. 1 августа 1972, Сумгаит) — государственный и политический деятель. Депутат Милли Меджлиса Азербайджанской Республики VI и VII созывов, член комитета по науке и образованию, член комитета по здравоохранению.

## Биография
Родился Мушвиг Мамедли в 1972 году в городе Сумгаит, ныне республики Азербайджан. В 1989 году завершил обучение в полной средней школе № 25 города Сумгаита. С 1989 по 1990 год работал санитаром в Клиническом медицинском центре № 1 (Семашко). С 1990 по 1996 годы проходил обучение на педиатрическом факультете Азербайджанского медицинского университета.
С 1996 по 1997 годы работал и учился в интернатуре в Сумгаитской городской детской больнице, а с 1997 по 1999 годы работала врачом приёмного отделения. В 2000 году на протяжении трёх лет проходил обучение в Стамбуле, в Турции.
С 2004 по 2006 годы трудился врачом, а затем начальником медицинского пункта воинской части в Тертерской области. С 2006 по 2014 годы работал врачом станции скорой медицинской помощи, а затем Сумгаитской детской больницы. С 2015 по 2016 годы - заведующий педиатрическим отделением детской больницы, а с 2016 года - главный врач больницы.
С 2013 по 2015 годах в рамках программы MBA в Высшей школе экономики Санкт-Петербургского экономического университета получил специальность "Менеджмент организаций здравоохранения".
С 2016 года является членом Союза педиатров России.
С 2006 года член Партии "Новый Азербайджан".
На выборах в Национальное собрание Азербайджана VI созыва, которые прошли в 9 февраля 2020 года, баллотировался по Сумгаитский-Хызынскому избирательному округу № 44. По итогам выборов одержал победу и получил мандат депутата Милли Меджлиса Азербайджанской Республики. С 10 марта 2020 года приступил к депутатским обязанностям. Является членом комитета по науке и образованию, а также членом комитета по здравоохранению. Руководитель рабочей группы азербайджано-бразильских межгосударственных отношений.
В 2024 году на парламентских выборах в Азербайджане, которые состоялись 1 сентября, одержал победу в Сиязань-Губа-Хызинском избирательном округе №55. Официально стал депутатом Милли Меджлиса Азербайджана седьмого созыва, первое заседание которого состоялось 23 сентября 2024 года.
Женат, имеет троих детей.